# Stadio 11 aprile
Lo stadio 11 aprile (in turco 11 Nisan Stadyumu) è uno stadio situato a Şanlıurfa, in Turchia. È lo stadio di casa del Şanlıurfa Spor Kulübü.
L'impianto è stato inaugurato nel 2009 ed ha una capacità di 28 965 posti a sedere. Il terreno di gioco misura 68 x 105 metri ed è in erba naturale.
Ha ospitato alcune gare del campionato mondiale di FreeStyle Motocross del 2010.